# Пенайо, Хильберто
Хильбе́рто Пена́йо (исп. Benigno Gilberto Penayo Ortiz; 3 апреля 1933, Асунсьон — 27 октября 2020) — парагвайский футболист, нападающий. В  составе сборной Парагвая — участник чемпионата мира 1958 года и чемпионата Южной Америки 1959 года в Аргентине.
После завершения игровой карьеры работал преподавателем, возглавлял химический факультет в Национальном колледже столицы, был профессором-доктором в Национальном университете Асунсьона.

## Биография
Хильберто Пенайо начал игровую карьеру в столичном клубе «Соль де Америка» в 1951 году. Вместе с ней Пенайо дважды становился вице-чемпионом Парагвая. В 1958 году в составе сборной Парагвая отправился на чемпионат мира. Несмотря на то, что в Швеции Пенайо не сыграл ни минуты, потенциал игрока заметили в одном из ведущих клубов страны — «Серро Портеньо», и сразу же после завершения Мундиаля нападающий перешёл в стан «сине-гранатовых».
За «Серро Портеньо» Хильберто выступал до 1963 года. В 1960 году Кике стал лучшим бомбардиром чемпионата Парагвая с 18 голами. В 1961 и 1963 годах он помог «Серро Портеньо» завоевать титул чемпионов страны. Ещё трижды занимал с «Серро» второе место в чемпионате.
В 1964—1965 годах выступал за «Сильвио Петтиросси», где и завершил карьеру футболиста.
Ещё будучи игроком, Пенайо получил степень по химии в Национальном университете Асунсьона. После завершения игровой карьеры стал преподавателем и деканом химического факультета в Национальном колледже столицы. Кроме того, он более 40 лет проработал профессором-доктором в Национальном университете Асунсьона.
Хильберто Пенайо умер 27 октября 2020 года в возрасте 87 лет. У него осталось четверо детей и 12 внуков.

## Титулы
- Чемпион Парагвая (2): 1961, 1963
- Вице-чемпион Парагвая (5): 1952, 1957, 1958, 1959, 1960
- Лучший бомбардир чемпионата Парагая: 1960
- Третий призёр чемпионата Южной Америки: 1959 (Аргентина)